# Pellegrino Parmense
Pellegrino Parmense est une commune de la province de Parme, dans la région Émilie-Romagne, en Italie.

## Administration
| Période                                  | Période  | Identité        | Étiquette       | Qualité |
| ---------------------------------------- | -------- | --------------- | --------------- | ------- |
| 14 juin 2004                             | En cours | Roberto Ventura | Centro-Sinistra |         |
| Les données manquantes sont à compléter. |          |                 |                 |         |

### Hameaux
Aione di Sopra, Aione Sotto, Berzieri, Casalino, Castellaro, Cavallo, Ceriato Lobbia, Grotta, Iggio, Mariano Case-Dell'Asta, Marubbi, Montanari, Pietra Nera, Pietraspaccata, Sant'Antonio, Santini, Stuzzano, Rigollo, Vigoleni, Varone, Travagli.

### Communes limitrophes
Bore, Medesano, Salsomaggiore Terme, Varano de' Melegari, Vernasca.

### Évolution démographique
Habitants recensés